# FIA 포뮬러 2 챔피언십
FIA 포뮬러 2 챔피언십(FIA Formula 2 Championship)은 국제 자동차 연맹이 조직한 2등급 오픈휠 싱글시트 챔피언십 모터스포트 대회이다. 2017년에 포뮬러 원의 피더 시리즈인 GP2 시리즈를 리브랜딩하면서 도입되었다.
포뮬러 2는 경기에 참여하는 팀들이 쉽게 접근할 수 있고 포뮬러 원에 도전하는 선수들에게 적합하도록 모든 팀이 의무적으로 같은 차체와 엔진, 타이어를 공급받도록 하고 있다.

## 경주 주말
포뮬러 2에서는 매 경주가 열리는 주 금요일에 45분 간의 자유 연습 세션, 30분 간의 예선 세션이 열린다. 토요일에는 120킬로미터 혹은 45분 이내의 스프린트 레이스가 열리며, 이 스프린트의 스타팅 그리드는 금요일 예선 세션의 10위 이내 선수들을 역순으로 배치하여 결정된다. 일요일에는 포뮬러 원 그랑프리에 앞서 본선인 피쳐 레이스가 열리며, 170킬로미터 혹은 60분 이내의 경주가 열린다.

### 점수 체계
점수는 스프린트 레이스 1위부터 8위까지 10, 8, 6, 5, 4, 3, 2, 1점을 지급하며, 피쳐 레이스는 1위부터 10위까지 25, 18, 15, 12, 10, 8, 6, 4, 3, 1점을 지급한다. 또한 금요일 예선에서 폴 포지션을 기록한 선수에게 2점을, 두 레이스에서 각각 패스티스트 랩을 기록한 선수에게 1점씩을 지급한다. 한 선수가 한 라운드에 득점할 수 있는 최대 점수는 39점이다.

## 역대 챔피언

### 드라이버
| 시즌 | 드라이버              | 팀                                                                               | 폴 | 우승 | 포디엄 | 최속 랩 | 승점  | 최대승점비 (%) | 결정                            | 승점차 | 출처  |
| ---- | --------------------- | -------------------------------------------------------------------------------- | -- | ---- | ------ | ------- | ----- | -------------- | ------------------------------- | ------ | ----- |
| 2017 | 샤를 르클레르         | 프레마 레이싱                                                                    | 8  | 7    | 10     | 4       | 282   | 53.409         | 2017 헤레스 피처 레이스         | 72     | [ 1 ] |
| 2018 | 조지 러셀             | [[파일:{{{국기그림-1974}}}\|22x20px\|border \|프랑스\|링크=프랑스]] ART 그랑프리 | 5  | 7    | 11     | 5       | 287   | 49.826         | 2018 야스섬 피처 레이스         | 68     | [ 2 ] |
| 2019 | 닉 드브리스           | [[파일:{{{국기그림-1974}}}\|22x20px\|border \|프랑스\|링크=프랑스]] ART 그랑프리 | 5  | 4    | 12     | 3       | 266   | 50.000         | 2019 소치 피처 레이스           | 52     | [ 3 ] |
| 2020 | 미크 슈마허           | 프레마 레이싱                                                                    | 0  | 2    | 10     | 2       | 215   | 37.885         | 2020 사키르 2차 스프린트 레이스 | 14     | [ 4 ] |
| 2021 | 오스카 피아스트리     | 프레마 레이싱                                                                    | 5  | 6    | 11     | 6       | 252.5 | 51.583         | 2021 야스섬 스프린트 레이스 1   | 60.5   | [ 5 ] |
| 2022 | 펠리페 드루고비치     | MP 모터스포트                                                                    | 4  | 5    | 11     | 4       | 265   | 48.535         | 2022 몬차 스프린트 레이스       | 101    | [ 6 ] |
| 2023 | 테오 푸르셰어         | ART 그랑프리                                                                     | 2  | 1    | 10     | 4       | 203   | 40.927         | 2023 야스섬 피처 레이스         | 11     | [ 7 ] |
| 2024 | 가브리에우 보르툴레투 | 인빅타 레이싱                                                                    | 2  | 2    | 8      | 2       | 214.5 | 40.169         | 2024 야스섬 피처 레이스         | 22.5   | [ 8 ] |

## 같이 보기
- GP2 시리즈